# Ignacy Ambroziak
Ignacy Ambroziak (ur. 1896, zm. 21 listopada 1943 w Złotopolicach) – Polak zamordowany za pomoc Żydom podczas II wojny światowej.

## Życiorys
Ignacy Ambroziak pochodził ze wsi Skwary na północnym Mazowszu. Mieszkał z żoną Rozalią i synem Henrykiem w nieodległych Cholewach. Prowadzili tam gospodarstwo rolne.
Jesienią 1939 roku północne Mazowsze zostało wcielone do III Rzeszy. We wrześniu 1940 roku w okolicznym Płońsku powstało getto, gdzie znalazło się ok. 12 tys. Żydów. W grudniu 1942 roku zostało ono zlikwidowane, a praktycznie wszystkich zamieszkujących je Żydów deportowano do Auschwitz-Birkenau. Niektórym Żydom udało się uciec.
Część Polaków zaangażowała się w pomoc uciekinierom. Wśród nich znalazła się rodzina Ambroziaków. Zimą 1942/1943 roku udzielali pomocy m.in. dwóm młodym Żydom używającym imion: Ignac i Julek (według innego źródła trzem braciom: Szmulowi, Moszkowi i Abramowi Lajzerom). W październiku 1943 roku do Ambroziaków trzykrotnie przyjechała żandarmeria oraz Gestapo, którym o ukrywanych Żydach doniósł miejscowy volksdeutsch o nazwisku Gacyk. Niemcy pojawiali się jedynie za dnia, zaś Żydzi w gospodarstwie spędzali jedynie noce, stąd podczas rewizji ich nie znaleziono. Niemniej rodzinę pobito, Ignacego zaś wywieziono do obozu w Pomiechówku.
Pod koniec miesiąca Niemcy zorganizowali odprawę sołtysów okolicznych gmin, podczas której zapowiedzieli, że 21 listopada przedstawiciele wsi mają stawić się na skraju lasu między Złotopolicami a Kamienicą-Wygodą, gdzie odbędzie się egzekucja Polaków ukrywających Żydów. Tego dnia przywieziono z Pomiechówka siedmiu skazanych: Stefana Trzcińskiego, Ignacego Ambroziaka, Władysława Muchowskiego, Symchę Frosta, a także nieznanego z imienia i nazwiska Żyda i dwóch Polaków (prawdopodobnie Stefana Dubrackiego i Jana Wójcika). Żydów zabito pod pretekstem napadów i przechowywania broni, a Polaków za ukrywanie i pomoc udzieloną Żydom. Niemcy całą grupę publicznie powiesili, przestrzegając, że tak kończą osoby pomagające Żydom.
Po pewnym czasie sołtysi – na rozkaz Niemców – zdjęli ciała zamordowanych i pochowali je na cmentarzu w Smoszewie. Po wojnie mężczyzn ekshumowano. Ignacego Ambroziaka wraz z Władysławem Muchowskim pochowano w nieodległym Radzyminie.

## Upamiętnienie
W 1991 roku Instytut Jad Waszem odznaczył tytułem Sprawiedliwych wśród Narodów Świata Ignacego Ambroziaka i jego żonę Rozalię oraz innych mieszkańców okolicznych wsi zaangażowanych w pomoc Żydom: Władysława Muchowskiego, a także Stanisławę Trzcińską i jej synów: Stefana i Jana.
W 2023 roku w Złotopolicach w ramach projektu Zawołani po imieniu uroczyście odsłonięto tablicę upamiętniającą Ignacego Ambroziaka, Stanisławę Trzcińską, Stefana Trzcińskiego oraz Władysława Muchowskiego. W wydarzeniu uczestniczyli między innymi: dyrektor Instytutu Pileckiego Magdalena Gawin, naczelny rabin Polski Michael Schudrich, przedstawiciele władz miejscowych samorządowych oraz potomkowie zamordowanych. List do uczestników uroczystości skierował prezydent RP Andrzej Duda.